# Vernaccia di San Gimignano (wijn)
Vernaccia di San Gimignano is een droge witte wijn die uitsluitend geproduceerd wordt in de Italiaanse gemeente San Gimignano in de regio Toscane. Minimaal 85% van de druiven die voor de wijn gebruikt worden, moet vernaccia zijn. Het overige deel moet bestaan uit witte druiven die passen bij de omstandigheden in Toscane.

De wijn kreeg in 1966 als eerste wijn in Italië de classificatie Denominazione di origine controllata (DOC) en bereikte in 1993 het hoogste kwaliteitslabel, "Denominazione di Origine Controllata e Garantita" (DOCG).

## Geschiedenis
De oudste vermelding van de wijn is in belastingdocumenten van de stad San Gimignano uit 1276. De naam zou afkomstig kunnen zijn van het havenplaatsje Vernazza, een van de dorpen van de Cinque Terre in Ligurië. Vernaccia werd aanvankelijk alleen in Ligurië en Toscane geproduceerd, maar binnen twee eeuwen verspreidde de productie zich over grotere delen van Italië. De vernaccia van San Gimignano werd een van de bekendste en meeste geliefde. Na een hoogtepunt in de 17e eeuw nam de productie zover af dat de vernacciadruif in de 19e eeuw nog slechts gemengd met andere druivenvariëteiten werd verbouwd en werd verwerkt in tafelwijn. Begin 20e eeuw was de druif nog slechts een rariteit. In de jaren '30 werd de druif herontdekt en vanaf het begin van de jaren '60 weer aangeplant in gemoderniseerde wijngaarden.